# 931 (numero)
Novecentotrentuno (931) è il numero naturale dopo il 930 e prima del 932.

## Proprietà matematiche
- È un numero dispari.
- È un numero composto con 6 divisori: 1, 7, 19, 49, 133, 931. Poiché la somma dei suoi divisori (escluso il numero stesso) è 209 < 931, è un numero difettivo.
- È un numero palindromo e un numero ondulante nel sistema numerico esadecimale.
- È un numero palindromo e un numero a cifra ripetuta nel sistema posizionale a base 11 (777) e in quello a base 30 (111).
- È un numero nontotiente in quanto dispari e diverso da 1.
- È un numero fortunato.
- È un numero malvagio.
- È un numero felice.
- È parte delle terne pitagoriche  (931, 1020, 1381), (931, 1092, 1435), (931, 3192, 3325), (931, 8820, 8869), (931, 22800, 22819), (931, 61908, 61915), (931, 433380, 433381).

## Astronomia
- 931 Whittemora è un asteroide della fascia principale del sistema solare.
- NGC 931 è un galassia spirale della costellazione del Triangolo.

## Astronautica
- Cosmos 931 è un satellite artificiale russo.